# Lothar Emmerich
Lothar "Emma" Emmerich (Dorstfeld, 29 de novembro de 1941 – 13 de agosto de 2003) foi um futebolista e treinador alemão que atuava como atacante.
Lothar Emmerich morreu em 13 de agosto de 2003, aos 61 anos, de câncer de pulmão.

## Carreira
Lothar Emmerich fez parte do elenco da Seleção Alemã na Copa do Mundo de 1966. 

## Títulos
Borussia Dortmund
- Bundesliga: 1963
- DFB-Pokal: 1964–65
- Taça dos Clubes Vencedores de Taças: 1965–66

- Artilheiro da Bundesliga: 1965–66, 1966–67
- Artilheiro do Campeonato Belga: 1969–70